# باستان‌شاخ‌چهره
باستان‌شاخ‌چهره یا آرکیسراتوپس (به انگلیسی: Archaeoceratops)، نام یک سرده از تیره شاخ‌چهره‌سانان است. این دایناسور دارای دوپای کوچک (در حدود یک متر طول) با یک سر نسبتاً بزرگ بود. وی برخلاف بسیاری از شاخ‌چهره‌سانان دیگر که در سال‌های بعد پدید آمدند، هیچ شاخی نداشت و تنها یک حفره کوچک استخوانی داشت که از پشت سرش بیرون می‌آمد. گونه‌های این دایناسور Archaeoceratops oshimai و Archaeoceratops yujingziensis نام دارند.

## کشف و نام‌گذاری

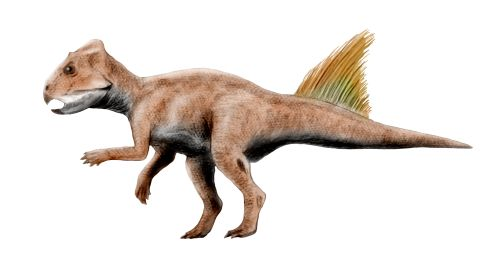
نگاره بازسازی‌شده

دو نمونه در استان گانسو در شمال مرکزی چین یافت شد. این گونه در سال ۱۹۹۷ توسط دونگ ژیمینگ و آزوما نام‌گذاری شد. این اولین شاخ‌چهره‌سانان است که در این منطقه کشف شده‌است.
این نمونه‌های کشف شده از یک اسکلت شامل جمجمه، مهره‌های برآمدگی روی دم، لگن و بیشتر یک پای عقب تشکیل شده‌است. نمونه دوم دارای از یک اسکلت ناقص با یک سری مهره دم نسبتاً حفظ شده، یک پا به‌طور کامل حفظ شده می‌باشد. کمی کوچک‌تر از نمونه اول است.

## رژیم غذایی
باستان‌شاخ چهرگان، مانند همه شاخ‌چهره‌سانان، گیاهخوار بودند. در طول کرتاسه، گیاهان گلدار که به تازگی پدید آمده بودند، و بنابراین به احتمال زیاد این دایناسور از گیاهان غالب دوره مانند: سرخس، سیکاد و گیاهان برگ‌مخروطی تغذیه می‌کردند. از نوک تیز آن برای گرفتن برگ‌ها و شاخه‌ها و خرد کردن آنها استفاده می‌شده تا بلعیده شود.